# Taekwondo aux Jeux africains de 2011
Navigation
Édition précédente Édition suivante
Les compétitions de Taekwondo aux Jeux africains de 2011 se déroulent à Maputo au  Mozambique les  13 et 14 septembre 2011.  

## Résumé des médailles

### Hommes
| Épreuves | Or                          | Argent                | Bronze                                       |
| -------- | --------------------------- | --------------------- | -------------------------------------------- |
| - 54 kg  | Mokdad Lyamine              | Sherif Wasfy Shaaban  | Sulaiman Usman Stephen Njoki                 |
| - 58 kg  | Mohammad Tariq Jamilou      | Hamza Gbane           | Yu-Feng Wu Dickson Wamwiri                   |
| - 63 kg  | Ouahid Briki                | Khalifa Ababacar Sarr | Ahmed Amr Suleiman Cedrick Botalatala Litofo |
| - 68 kg  | Stéphane Moundounga Kombila | Nidhal Sbouae         | Isah Adam Mohammad Jean-Noël Obou Seri       |
| - 74 kg  | Gorame Kare                 | Saifeddine Trabelsi   | Sunday Onofe Ismaël Coulibaly                |
| - 80 kg  | Abdallah Osama Tawfik Ahmed | Yassine Trabelsi      | Sébastien Konan Nguessan Oumar Cissé         |
| - 87 kg  | Uche Chukwumerije           | Anthony Obame         | Fatao Alhassan Issa Bamba                    |
| + 73 kg  | Firmin Zokou                | Chika Chukwumerije    | Kelvin Viriato Pierre Nyok Nyok              |

### Femmes
| Épreuves | Or                   | Argent                    | Bronze                                 |
| -------- | -------------------- | ------------------------- | -------------------------------------- |
| - 46 kg  | Aya Ali              | Parker Bolili Miambanzila | Khady Fall Mareshet Zeudu Weldehana    |
| - 49 kg  | Aminata Makou Traoré | Radwa Reda                | Joy Ekhator Lineo Mochesane            |
| - 53 kg  | Rahma Ben Ali        | Yemata Meiat Getachew     | Brenda Mahonza Devine Aide Omo         |
| - 57 kg  | Hedaya Malak         | Bineta Diedhiou           | Ruth Gbagbi Nana-Or Goundo             |
| - 62 kg  | Urgence Mouega       | Netsanet Fekadu Begashaw  | Sarah Njoki Marie Louise Ngo Ebem      |
| - 67 kg  | Sihem El-Sawalhy     | Gladys Mwaniki            | Sanele Ginindza Sandra Antonio         |
| - 73 kg  | Alimatou Diallo      | Aminata Doumbia           | Sanogo Affoué Sita Leka Mini Baridam   |
| + 73 kg  | Khaoula Ben Hamza    | Lynda Azzedine            | Joyce Joseph Malfil Sithandile Dlamini |

## Tableau des médailles
| Rang | Nation                           | Or | Argent | Bronze | Total |
| ---- | -------------------------------- | -- | ------ | ------ | ----- |
| 1    | Égypte                           | 4  | 2      | 1      | 7     |
| 2    | Tunisie                          | 3  | 3      | 0      | 6     |
| 3    | Sénégal                          | 2  | 2      | 1      | 5     |
| 4    | Nigeria                          | 2  | 1      | 7      | 10    |
| 5    | Gabon                            | 2  | 1      | 0      | 3     |
| 6    | Côte d'Ivoire                    | 1  | 1      | 5      | 7     |
| 7    | Mali                             | 1  | 1      | 2      | 4     |
| 8    | Algérie                          | 1  | 1      | 0      | 2     |
| 9    | Éthiopie                         | 0  | 2      | 1      | 3     |
| 10   | Kenya                            | 0  | 1      | 3      | 4     |
| 11   | République démocratique du Congo | 0  | 1      | 1      | 2     |
| 12   | République du Congo              | 0  | 0      | 2      | 2     |
| 12   | Cameroun                         | 0  | 0      | 2      | 2     |
| 12   | Swaziland                        | 0  | 0      | 2      | 2     |
| 15   | Angola                           | 0  | 0      | 1      | 1     |
| 15   | Ghana                            | 0  | 0      | 1      | 1     |
| 15   | Lesotho                          | 0  | 0      | 1      | 1     |
| 15   | Mozambique                       | 0  | 0      | 1      | 1     |
| 15   | Afrique du Sud                   | 0  | 0      | 1      | 1     |
|      | Total                            | 16 | 16     | 32     | 64    |